# Rauville-la-Bigot
Rauville-la-Bigot é uma comuna francesa na região administrativa da Normandia, no departamento Mancha. Estende-se por uma área de 17,15 km². Em 2010 a comuna tinha 1 162 habitantes (densidade: 67,8 hab./km²).